# Чурилово (дем Костур)
 Тази статия е за селото в Гърция.  За селото в България вижте Чурилово.  
Чурѝлово (на гръцки: Άγιος Νικόλαος, Агиос Николаос, до 1955 година Τσιρίλοβο, Цирилово, катаревуса Τσιρίλοβον, Цириловон) е село в Гърция, дем Костур, област Западна Македония.

## География
Селото е разположено в географската област Пополе в западното подножие на планината Мурик (Мурики). На 4 километра на запад е село Горенци (Корисос). До селото е разположен Чуриловският манастир „Свети Николай“. Селото е на 825 m надморска височина.

## История

### В Османската империя
В XV век в Чурилова са отбелязани поименно 25 глави на домакинства. Александър Синве ("Les Grecs de l’Empire Ottoman. Etude Statistique et Ethnographique"), който се основава на гръцки данни, в 1878 година пише, че в Чириловон (Tchirilovon) живеят 600 гърци.
В средата на XVIII век в Чурилово се заселват и част от жителите на саракинското село Язия.
Според „Етнография на вилаетите Адрианопол, Монастир и Салоника“, издадена в Константинопол в 1878 година и отразяваща статистиката на населението от 1873 година, в Журилово (Jourilovo), село в Костурска каза, има 100 домакинства с 320 жители българи.
В 1889 година Стефан Веркович („Топографическо-этнографическій очеркъ Македоніи“) пише за Чурилово:
| „ | Оттук [Горенци] на север, на час и половина разстояние, се намира село Чирилово с 35 български къщи, 51 семейни двойки и 103 нуфузи, 20 мохамедански къщи и 47 нуфузи. Първите плащат 4600 пиастри данък и 3090 пиастри инание-аскерие. Данъкът на вторите е 2350 пиастри. Една църква с двама свещеници. Жителите се занимават със земеделие и поденна работа. | “ |

Според статистиката на Васил Кънчов („Македония. Етнография и статистика“) в 1900 година в Чурилово има 390 жители българи.
На Етнографската карта на Битолския вилает на Картографския институт в София от 1901 година Чирилово е чисто българско село в Костурската каза на Корчанския санджак със 70 къщи.
В началото на XX век цялото село е под върховенството на Българската екзархия. По данни на секретаря на екзархията Димитър Мишев („La Macédoine et sa Population Chrétienne“) в 1905 година в Чурилово има 560 българи екзархисти.
Гръцка статистика от 1905 година представя селото като изцяло гръцко с 350 жители гърци. Според Георги Константинов Бистрицки Чурилово преди Балканската война има 70 български къщи.
При избухването на Балканската война в 1912 година трима души от Чурилово са доброволци в Македоно-одринското опълчение.
На етническата карта на Костурското братство в София от 1940 година, към 1912 година Чурилово е обозначено като българско селище.

### В Гърция
В 1913 година след Междусъюзническата война Чурилово попада в Гърция. Боривое Милоевич пише в 1921 година („Южна Македония“), че Чурилово има 70 къщи славяни християни. В 1955 година е прекръстено на Агиос Николаос, в превод Свети Николай, по името на съседния манастир.
Населението традиционно произвежда жито и картофи, а се занимава и частично със скотовъдство.
В периода 1914 – 1919 4 души от Чурилово подават официално документи за емиграция в България, а след 1919 година – 12.
Голяма част от жителите на селото го напускат по време на Гръцката гражданска война (1946 – 1949).
На 18 март 1971 година община Чурилово е закрита и селото е присъединено към община Горенци.
| Име   | Име   | Ново име   | Ново име   | Описание                           |
| ----- | ----- | ---------- | ---------- | ---------------------------------- |
| Леска | Λέσκα | Лептокария | Λεπτοκαριά | местност в Саракина, И от Чурилово |

| Година    | 1913 | 1920 | 1928 | 1940 | 1951 | 1961 | 1971 | 1981 | 1991 | 2001 | 2011 | 2021 |
| --------- | ---- | ---- | ---- | ---- | ---- | ---- | ---- | ---- | ---- | ---- | ---- | ---- |
| Население | 262  | 151  | 140  | 154  | 75   | 66   | 59   | 42   | 47   | 61   | 22   | 26   |

## Личности
Родени в Чурилово
- Апостол Христов, български революционер от ВМОРО, четник на Кузо Попдинов[19]
- Аргир Николов (1890 – ?), македоно-одрински опълченец, Четвърта рота на Осма костурска дружина[20]
- Васил Михайлов, български военен деец, полковник[21]
- Григорий Чуриловски (1837 – 1912), игумен на Чуриловския манастир и деец на Гръцката пропаганда в Македония
- Димитър Кузманов, македоно-одрински опълченец, Втора рота на Пета одринска дружина[22]
- Коста Христов Мелидов (Костас Христос Мелидис) (1920 – ?), в 1943 г. става член на ГКП, в 1947 – 1948 г. е войник в 18 бригада на ДАГ, в 1948 година е ранен и изпратен да се лекува в България, където остава, живее във Варна, от 1953 г. е член на БКП, оставя спомени[23]
- Христо Киряков Поппетров (1882 – след 1943), български революционер от ВМОРО

Местен комитет на Охрана
- Киро Аргиров
- Харалампи Анастасов
- Исидор Милев

Други
- Генади Генадиев (р. 1974), български историк, по произход от Чурилово